# Große Feldküche (Hf. 11)
Die Große Feldküche (Hf. 11) war ein zwei-, drei- oder vierspännig gefahrener Heeresfeldwagen (Hf) für die Verpflegung der Soldaten, der 1908 in die Preußische Armee eingeführt wurde und bis zum Ende des Zweiten Weltkriegs im Einsatz war.

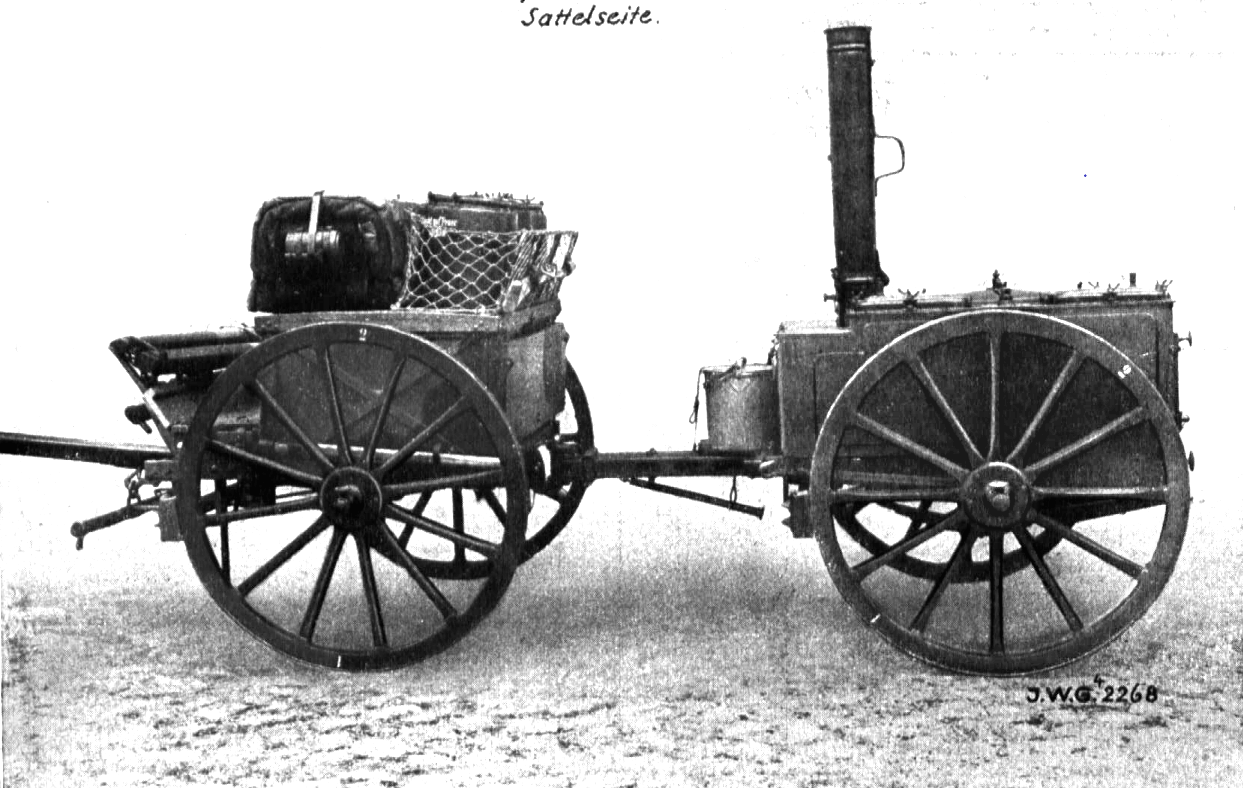
Große Feldküche (Hf. 11) mit Vorder- und Hinterwagen aus einer Vorschrift der Reichswehr

## Entwicklung
Bis Ende des 19. Jahrhunderts war es üblich, dass die Truppe sich nach dem Tagesmarsch die Nahrung selber durch Abkochen zubereitete und dazu Kochgeschirr und Kameradschafts-Kochapparate mitführte. Während die Berufssoldaten früherer Zeiten hierin in ihrer Dienstzeit eine gewisse Fertigkeit entwickelten, gebrach es daran bei den Wehrpflichtigen des 19. Jahrhunderts. Andererseits konnte aufgrund neuer Erkenntnisse auf dem Gebiet der Chemie und der Medizin eine gesündere Zusammenstellung der Nahrung entwickelt werden. Die Erfindung der Erbswurst im Jahr 1867 schuf die Grundlage für eine leicht zuzubereitende Mahlzeit, blieb jedoch letztlich ein vorübergehender Notbehelf.
Die Grundlage für eine Entwicklung von fahrbaren Feldküchen war die Notwendigkeit, dass die wachsende Zahl an Kombattanten direkt nach dem Eintreffen am Marschziel oder nach einem Gefecht mit qualitativ hochwertigem und warmem Essen versorgt werden musste. Durch einheitliche Zubereitung nährstoffreicher Speisen konnte die Leistungs- und auch Widerstandsfähigkeit der Soldaten erhöht werden, indem man die Zeit des Abkochens (und der Vorbereitung dazu) sparte und dafür die Marschleistung erhöhen konnte. Schon während des Russisch-Japanischen Krieges in den Jahren 1904 und 1905 hatten sich auf russischer Seite die ersten fahrbaren Feldküchen bewährt. Gleichwohl gab es Widerstände gegen die Einführung, da sich dadurch der jeder Kompanie nachzuführende Tross um ein Fahrzeug vermehrte.
Im Oktober 1905 schrieb das preußische Kriegsministerium einen Wettbewerb für leichte, einspännig fahrbare Feldküchen mit einem 150-Liter-Kochkessel aus. Insgesamt wurden 40 Vorschläge eingereicht, jedoch genügte keiner den genannten Anforderungen. Am 1. August 1906 gab es eine neue Ausschreibung, allerdings mit geänderten Eckdaten. Sie brachte deutlich bessere Ergebnisse, und die mehrspännig zu fahrenden Modelle der Sparherdfabrik A. Senking aus Hildesheim und die der Feuerwehr-Requisiten-Fabrik C. D. Magirus aus Ulm überzeugten. Bei letzterer war einer der Söhne des Firmengründers Conrad Dietrich Magirus, nämlich Otto Magirus (* um 1857; † Juni 1939), maßgeblich für die Konstruktion verantwortlich, weshalb er auch als „Erfinder der Gulaschkanone“ bezeichnet wurde.
Danach arbeiteten beide Hersteller zusammen und konnten 1907 einen ersten Prototyp vorstellen. Im folgenden Jahr 1908 wurden die ersten 50 Feldküchen für den Truppenversuch geliefert. Während des Kaisermanövers 1908 im Elsass stellten sich zwei Brigaden der Aufgabe, die Feldküche zu erproben. Umfangreiche Fahr- und Kochversuche wurden durchgeführt und mündeten in der ersten fahrbaren Feldküche in Deutschland. Mit der allgemeinen Kabinettsorder vom 5. Oktober 1908 wurde die neue Feldküche offiziell eingeführt.

## Produktion
Die Produktion der großen Feldküche begann 1907 mit dem ersten Prototyp, und 1908 wurden die ersten 50 Stück hergestellt. Bis zum Ausbruch des Kriegs im Sommer 1914 wurden bei Magirus 1000 Feldküchen hergestellt und ausgeliefert. Bei der Mobilmachung hatte jede Infanterie- und Jägerkompanie etatmäßig eine Feldküche, ebenso jede Pionier- und Sanitätskompanie, die übrigen Truppen (Kavallerie, Artillerie usw.) allerdings noch nicht, ebenso fehlten Feldküchen bei den Landwehr- und Landsturmformationen. Bis zum Juli 1917 beschaffte die Heeresverwaltung insgesamt 20.000 Feldküchen.
| Hersteller | Ort        |
| ---------- | ---------- |
| Magirus    | Ulm        |
| Senking    | Hildesheim |

## Technische Daten
Die große Feldküche (Hf. 11) war ein vierrädriges Fahrzeug, bestehend aus einem Vorderwagen und einem Hinterwagen. Der Vorderwagen (auch Protze genannt) diente als Vorratswagen oder Vorratsbehälter, der Hinterwagen war mit Kochvorrichtungen und Behältern für Küchengeräte sowie Brennstoff versehen. Beide Wagen waren mit einer federnden Gelenkprotzverbindung (Kupplung) verbunden. Durch diese Kupplung konnten beide Wagen schnell getrennt werden. Zur Bedienung der Feldküche waren zwei Personen vorgesehen, ein Koch und ein Fahrer und Hilfskoch, weiter kam noch auf Bataillonsebene ein berittener Train-Unteroffizier (bei der Wehrmacht Küchenunteroffizier genannt) zur Führung der vier Feldküchen des Bataillons hinzu, der dem Verpflegungsoffizier des Bataillons unterstand. Die Räder der Feldküche waren die gleichen wie beim Feldwagen 95. Auch die Deichsel und die Zugvorrichtung entsprachen der des Feldwagens 95, wurden jedoch verstärkt. Gezogen wurde die Feldküche im Ersten Weltkrieg von zwei schweren Zugpferden, an der Ostfront häufig auch stattdessen von drei (leichteren) erbeuteten russischen Panjepferden. In der Wehrmacht war daneben der vierspännige Zug mit leichten Zugpferden (und damit einem weiteren Fahrer) üblich.
Die Große Feldküche war im Allgemeinen für Verbände mit einer Mannstärke von über 125 Mann bestimmt. Die großen Feldküchen wurden zur Verwendung des täglichen Beköstigungssatzes, bestehend aus warmen Speisen, Kaffee und Tee für Offiziere und Mannschaften vorgesehen. Während Marsch- und Gefechtspausen stellten die großen Feldküchen warme Speisen, mindestens aber Kaffee oder Tee zur Verfügung. An der Front sollte dazu lediglich der Hinterwagen näher an die vordersten Linien gebracht werden. Eine Rauchentwicklung war dort unbedingt zu vermeiden. Ließ sich die Feldküche nicht nah an die vorderen Linien heranbringen, sollten das Essen und die Getränke im sogenannten Speisenträger nach vorn gebracht werden. Der Speisenkessel bei der großen Feldküche hatte ein Fassungsvermögen von 200 Litern, war jedoch nur für eine Menge von 175 Litern bestimmt. Der Kaffeekessel konnte 90 Liter fassen. Der Speisenkessel bestand aus einem Innen- und einem Außenkessel. Zwischen beiden befand sich Glycerin als Kochbadflüssigkeit. Der Speisen- und der Kaffeekessel hatten einen gemeinsamen umlegbaren Schornstein, der zeitgleich durch beide genutzt werden konnte. Um die Räder des Hinterwagens vor glühenden Kohlen zu schützen, sollten sie durch Erde und Ähnliches geschützt werden. Besonders das linke Hinterrad war im Betrieb öfter zu drehen, weil in seiner unmittelbaren Nähe der Kaffeekessel eingebaut war. Dadurch sollte ein starkes Erhitzen der Speichen verhindert werden. Der mitgeführte Brennstoff betrug bei der großen Feldküche 37 kg Holz oder 85 kg Kohle. Für die Herstellung einer Mahlzeit mit Kaffee wurden 16 kg Holz oder 13 kg Kohle angegeben. Der Brennstoffvorrat reichte dadurch bei zweimaligem täglichen Kochen für 1–3 Tage.
Der Vorderwagen sollte beim Erreichen des Quartiers, Biwaks oder der vorderen Linien zum Heranholen von Lebensmitteln genutzt werden. Weiterhin gab es im Vorderwagen Fleisch- und Gemüsekonserven, Zwieback, Speisesalz und weitere Kochzutaten. Diese gehörten zur eisernen Reserve, die nur im absoluten Notfall oder auf besondere Anweisung des ranghöchsten, befehlshabenden Offiziers vor Ort genutzt werden durfte. Bei der großen Feldküche waren das um die 200 Portionen. Auf dem Bocksitz der großen Feldküche war neben dem aufgeschnallten 52-kg-Sack mit Hafer Platz für den Fahrer und den Koch, im Notfall auch noch für den Küchenunteroffizier. Während der Fahrt durfte nur der Fahrer auf dem Bock sitzen. Das Feldküchenpersonal musste neben dem Gespann hergehen, lediglich bei beschleunigter Fahrt durfte es mit aufsitzen.

## Einsatz

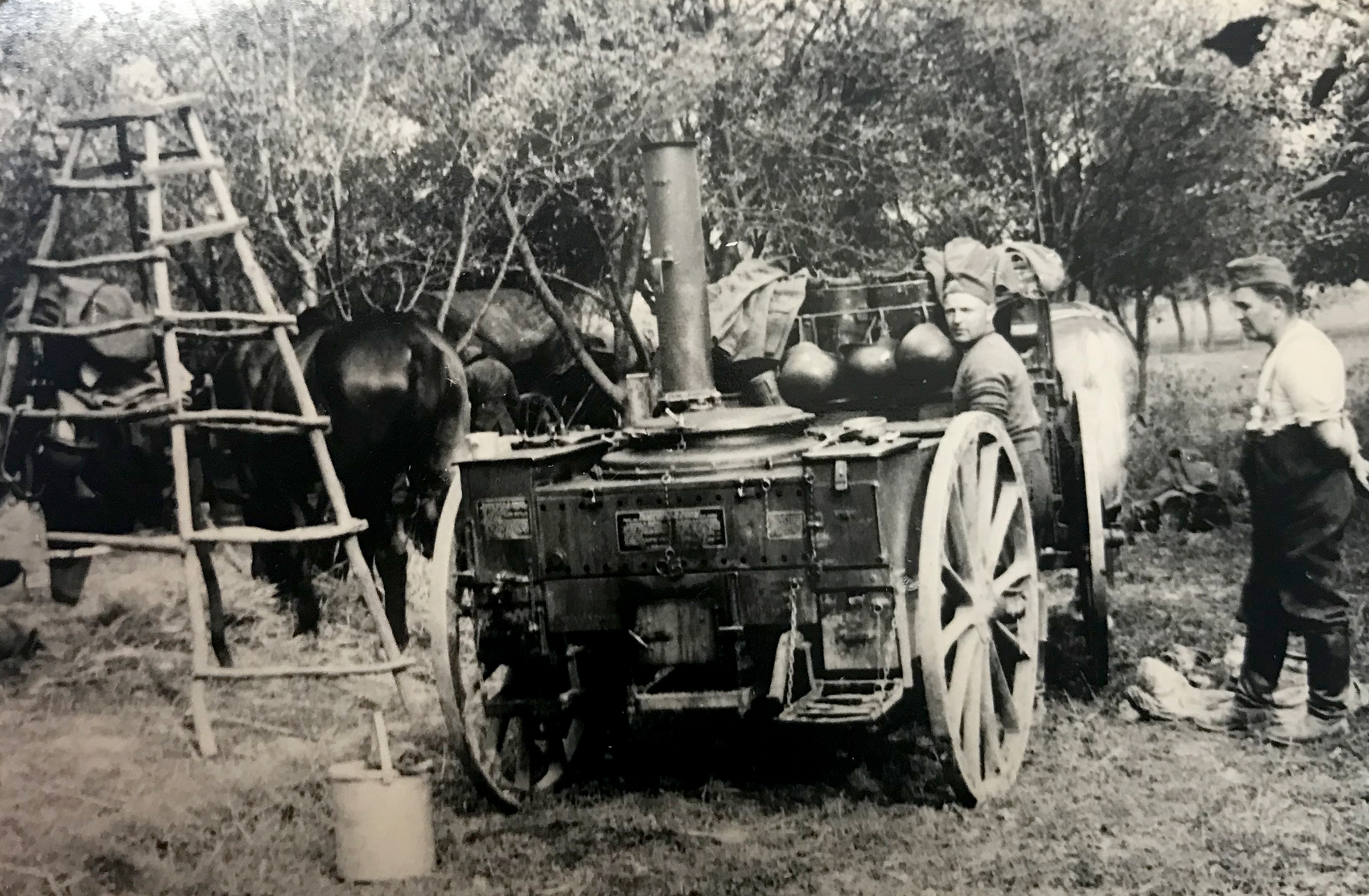
Die große Feldküche (Hf. 11) im Einsatz im Felde

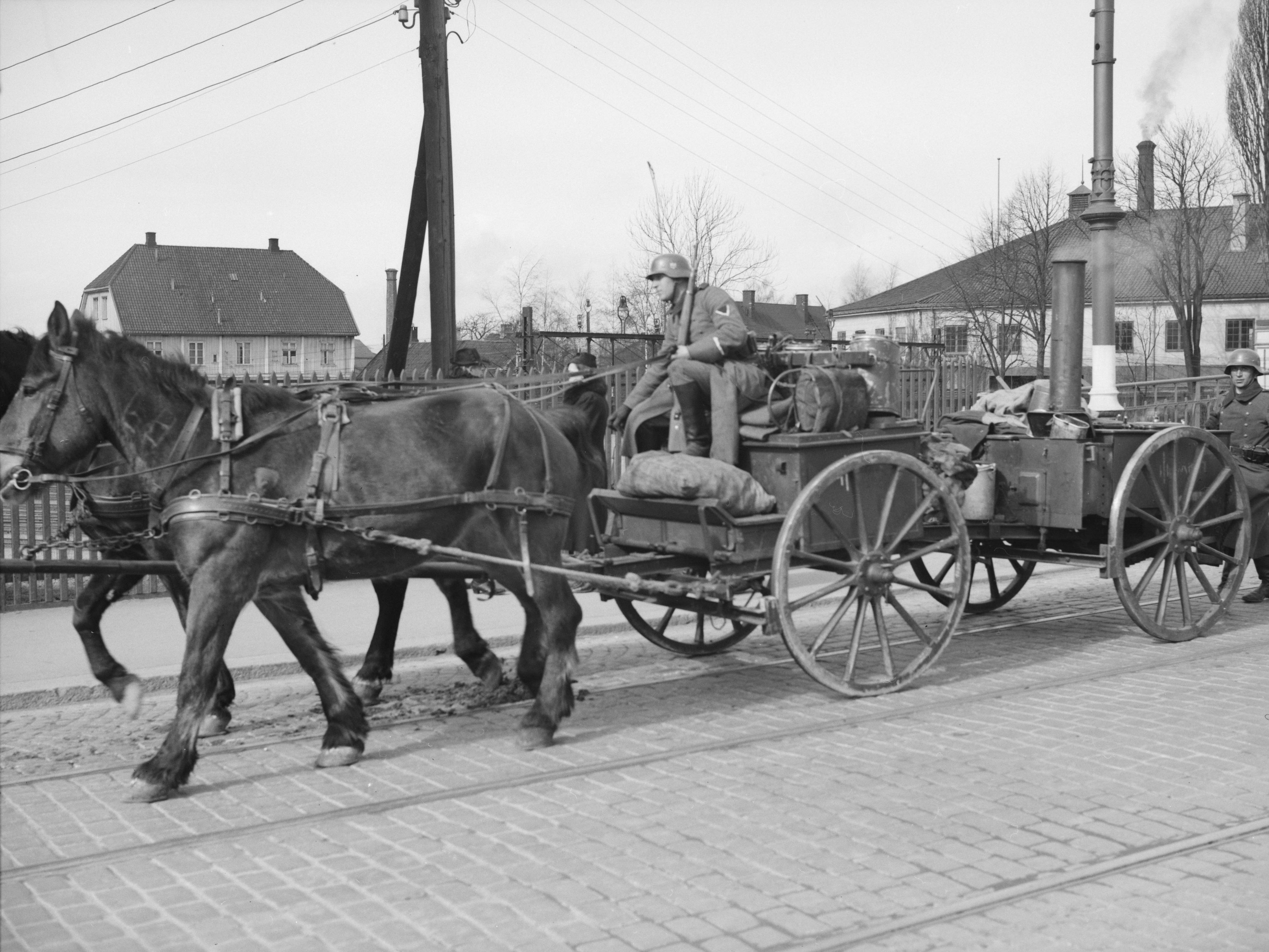
Eine große Feldküche (Hf. 11) in Oslo 1940. Gut erkennbar der 52-kg-Sack mit Hafer, der Fahrer auf dem Bocksitz und die Speisenträger (Behälter) hinter dem Fahrer

Die Anzahl der bei der Mobilmachung am 1. August 1914 beim deutschen Heer vorhandenen Feldküchen kann auf etwa 5500 Stück geschätzt werden, zu ihrer Fortbewegung brauchte man dementsprechend 11.000 Pferde.
1914/1915 sollten auch die Feld- und Fußartillerie mit Feldküchen ausgestattet werden.
Nach der Niederlage im Ersten Weltkrieg wurden viele Feldküchen als Reparationsleistungen abgegeben; davon gingen etliche an den neu gegründeten polnischen Staat. Weitere Feldküchen wurden über eine Verwertungsgesellschaft an den Stahlhelmbund, an Kriegervereine und Hilfsorganisationen verkauft. Die Reichswehr sollte maximal 650 große Feldküchen behalten. Dazu zählten zwei Ausfertigungen: eine Vorkriegs- und Kriegsfertigung und die Fertigung aus den Jahren 1924 und 1925.
Im Jahr 1935 übernahm die Wehrmacht das Gerät unter der hergebrachten Bezeichnung als Große Feldküche (Hf. 11). Bespannte Einheiten mit einer Personalstärke von 125 bis 225 Mann erhielten jeweils eine große Feldküche, waren sie kleiner als 125 Mann, eine kleine Feldküche (Hf.12 bzw. Hf.14)
Auch im Gebirge oder bei Schnee konnte die große Feldküche transportiert werden. Dazu wurde diese auf den Heeresschlitten (Hs. 5), welcher ab 1942 zur Verfügung stand, verlastet. Dabei mussten jedoch die Räder und die Achse entfernt werden.

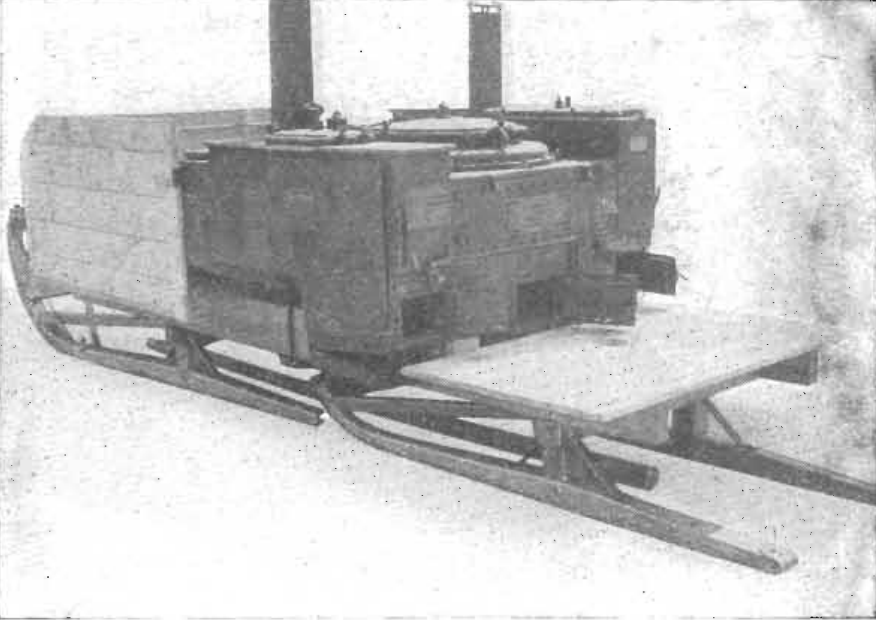
Die große Feldküche auf dem Hs. 5

## Lackierung
Die ersten Feldküchen erhielten eine feldgraue oder graugrüne Lackierung. Spätere Modelle wurden feldgrau (RAL 6006), dunkelgelb (RAL 7028) oder auch olivgrün (RAL 6003) lackiert.